# Richard Gegenwarth
Richard Gegenwarth (* 10. April 1894 in Kreuzwertheim; † 7. Juli 1964 in Lohr am Main) war ein deutscher Politiker (BP).

## Leben
Gegenwarth besuchte nach dem humanistischen Gymnasium volkswirtschaftliche Vorlesungen in Gießen und Frankfurt am Main. Danach war er Bankvolontär und übte eine Tätigkeit in der Disconto-Gesellschaft aus. Zum 1. Oktober 1932 trat er der NSDAP bei (Mitgliedsnummer 1.396.974). Er war bis 1934 in leitender Position bei der Deutschen Vereinsbank und der Deutschen Bank tätig, schied jedoch aufgrund von Todesfällen in der Familie aus und übernahm die Leitung des Lohrer Sägewerks und holzverarbeitenden Betriebes.
Im Ersten Weltkrieg diente er als Batterieführer und erlitt drei schwere Verwundungen. Danach war er Stadtrat von Lohr, Fraktionsvorstands- und Landesvorstandsmitglied der Bayernpartei sowie Kreisvorsitzender der Bayernpartei in Unterfranken.
Gegenwarth war für den Wahlkreis Unterfranken vom 27. November 1950 bis zum 3. Dezember 1958 Mitglied des Bayerischen Landtages, wo er Mitglied der „Kommission gemäß Artikel 160 der Bayerischen Verfassung“ und des Ausschusses für Wirtschaft und Verkehr, des Ausschusses für Bayern Pfalz sowie des Ausschusses für kulturpolitische Angelegenheiten war.